# Orciano di Pesaro
Orciano di Pesaro est une commune italienne de la province de Pesaro et Urbino, dans la région Marches.

## Administration
| Période                                  | Période | Identité | Étiquette | Qualité |
| ---------------------------------------- | ------- | -------- | --------- | ------- |
|                                          |         |          |           |         |
| Les données manquantes sont à compléter. |         |          |           |         |

### Communes limitrophes
Barchi, Mondavio, Monte Porzio, Montemaggiore al Metauro, San Giorgio di Pesaro, Sant'Ippolito, Serrungarina.